# Clase Akizuki (1942)
La Clase Akizuki (o Akitsuki) fue una clase de destructores compuesta de doce unidades, que sirvieron en la Armada Imperial Japonesa durante la Segunda Guerra Mundial. Dieciséis unidades fueron autorizadas originalmente, pero el desarrollo adverso de la guerra impidió la construcción de las cuatro últimas.
Una de las clases de destructores de mayor tamaño y desplazamiento de toda la guerra, fueron diseñados para enfrentarse a otros buques, pero también estaban especializados en fuego antiaéreo y lucha antisubmarina. Su batería principal de 100 mm era de doble uso, tanto antibuque como antiaérea. La principal misión para la que fueron diseñados fue la escolta de portaaviones, así como la destrucción de aviones y submarinos, llegando a disponer de hasta 72 cargas de profundidad. Su tamaño los hacía casi comparables a un crucero ligero, compartiendo elementos de diseño con el Yūbari, con el que eran confundidos en ocasiones. La potencia de fuego de torpedos se vio reducida respecto a clases anteriores a un único lanzador cuádruple más una recarga completa.
Tras las hostilidades, cuatro unidades fueron cedidas como reparación de guerra.

## Destructores de la ClaseAkizuki
| Nombre               | Botado                   | Destino |
| Akizuki              | 2 de julio de 1941       | Hundido el 25 de octubre de 1944 |
| Teruzuki             | 21 de noviembre de 1941  | Hundido el 12 de diciembre de 1942 |
| Suzutsuki            | 4 de marzo de 1942       | Desguazado en 1948 |
| Hatsuzuki            | 3 de abril de 1942       | Hundido el 25 de octubre de 1944 |
| Niizuki              | 29 de junio de 1942      | Hundido el 6 de julio de 1943 |
| Wakatsuki            | 24 de noviembre de 1942  | Hundido el 11 de noviembre de 1944 |
| Shimotsuki           | 7 de abril de 1943       | Hundido el 24 de noviembre de 1944 |
| Fuyuzuki             | 24 de mayo de 1944       | Desguazado en 1948 |
| Hanazuki o Hanatsuki | 10 de octubre de 1944    | Transferido a la US Navy el 28 de agosto de 1947, identificador (DD-934). Hundido como blanco frente a Qingdao, China, el 3 de febrero de 1948 |
| Yoizuki              | 25 de septiembre de 1944 | Transferido a la Armada de Taiwán el 29 de agosto de 1947, rebautizado Fen Yang, desguazado en 1963                                            |
| Haruzuki o Harutsuki | 3 de agosto de 1944      | Transferido a la Armada Soviética el 28 de agosto de 1947, rebautizado Pospeshny                                                               |
| Natsuzuki            | 2 de diciembre de 1944   | Transferido a la Royal Navy el 3 de septiembre de 1947, desguazado en 1948                                                                     |

Los destructores cancelados o no completados fueron los Mochizuki, Kiyotsuki, Ozuki y Hazuki.